# Pachyschistochila leucophylla
Pachyschistochila leucophylla là một loài rêu tản trong họ Schistochilaceae. Loài này được (Lehm.) R.M. Schust. & J.J. Engel miêu tả khoa học lần đầu tiên năm 1982.